# Fittja (metrostation)
Fittja is een metrostation aan de rode route op 17,5 kilometer ten zuidwesten van Slussen en wordt bediend door lijn T13 van het metronetwerk van de Zweedse hoofdstad Stockholm. Het station ligt op een bult van 18,1 meter boven zeeniveau, midden in de wijk Fittja en sluit aan beide zijden aan op een viaduct. Aan de oostkant ligt een 770 meter lange viaduct-brug combinatie, het deel boven land is een viaduct dat boven water een brug, hier Albysjöbrug geheten. Deze viaduct-brug combinatie is de een na langste van het hele net. Aan de zuidkant liggen twee enkelsporige viaducten naar de ingang van de tunnel onder Alby. In de plannen van 1965 zou het station iets noordelijker parallel aan de Botkyrkaleden worden gebouwd bij Slagsta en daarna met een grote lus via Hallunda het eindpunt Alby bereiken. Uiteindelijk werd gekozen om van de Albysjönbrug naar het zuiden af te buigen zodat Alby nu via de kortste weg met Fittja is verbonden. 
Het station zelf kent een stationshal boven de sporen aan de oostzijde van het perron. Op het perron staat sinds 2002 een afgietsel van het kunstwerk Non-Violence van Carl Fredrik Reuterswärd. In Stockholm zijn nog twee afgietsels te vinden bij metrostation Åkeshov en station Täby centrum aan de Roslagsbanan. Het bekendste exemplaar staat in New York voor het hoofdkwartier van de Verenigde Naties.
Eveneens in 2002 werden twee lichtsculpturen van opaalkleurig plastic opgehangen van de hand van kunstenares Eva Rosengren.

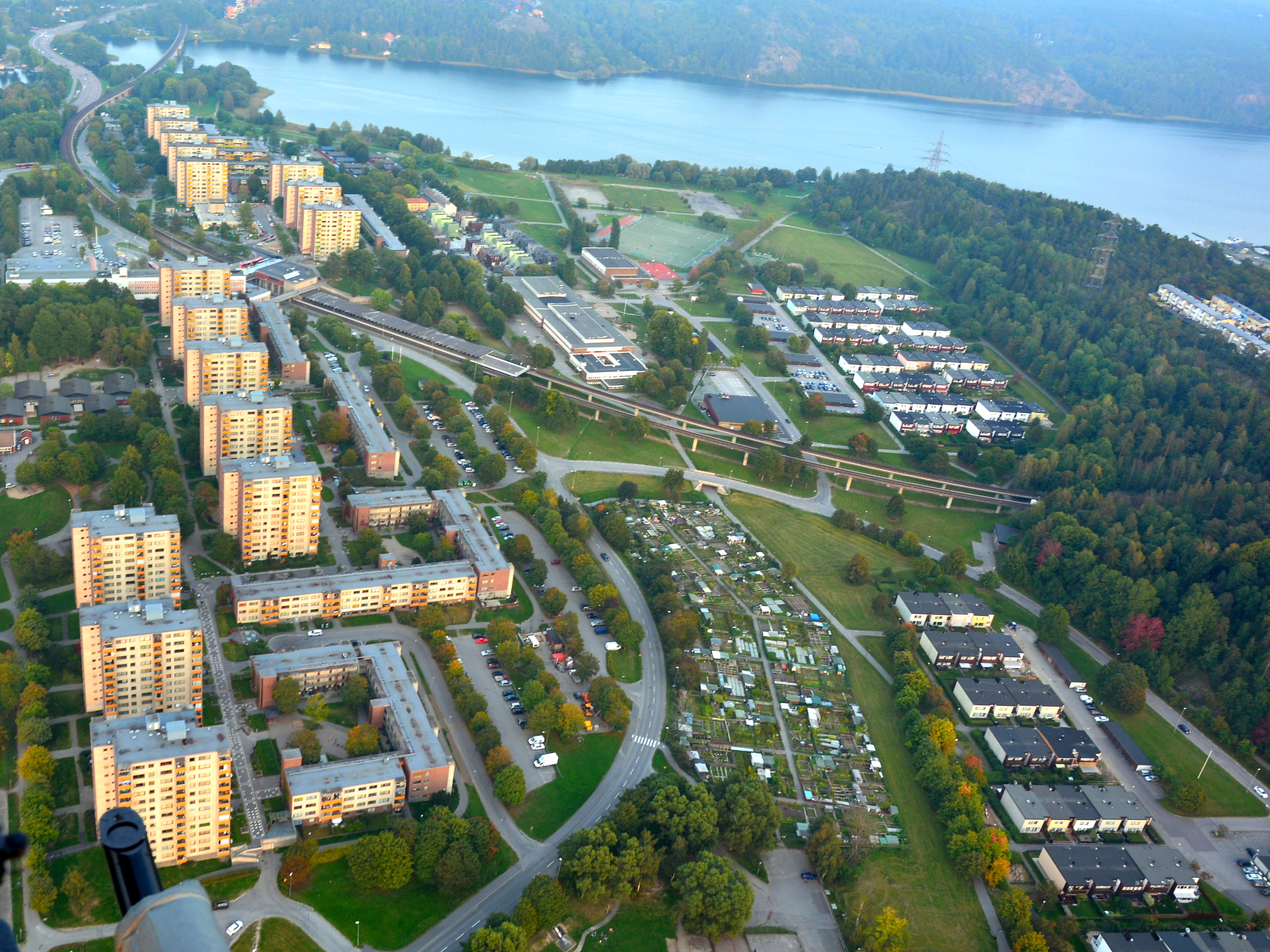
Fittja gezien uit het westen met de Albysjö op de achtergrond
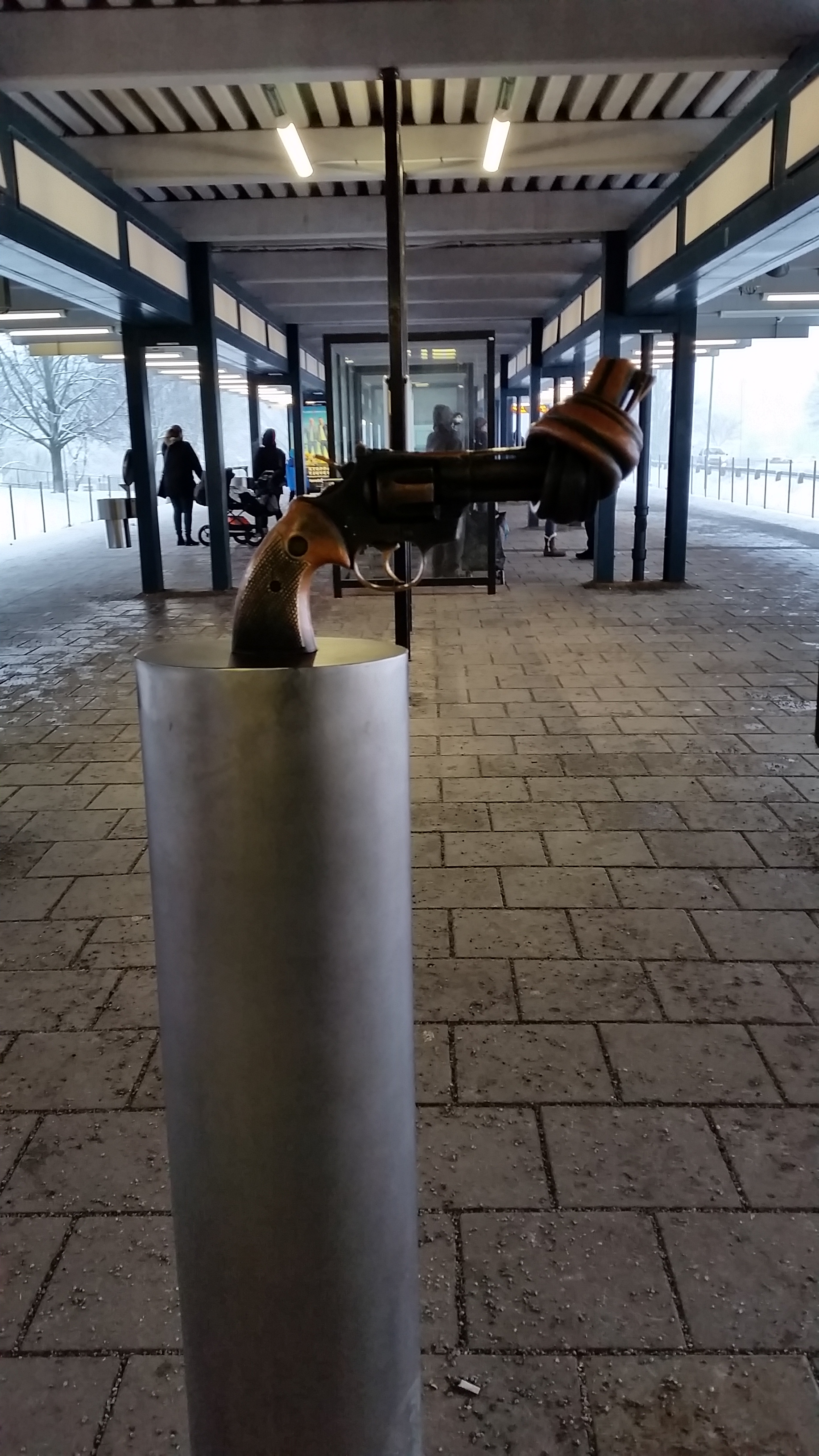
De geknoopte revolver op het perron van Fittja
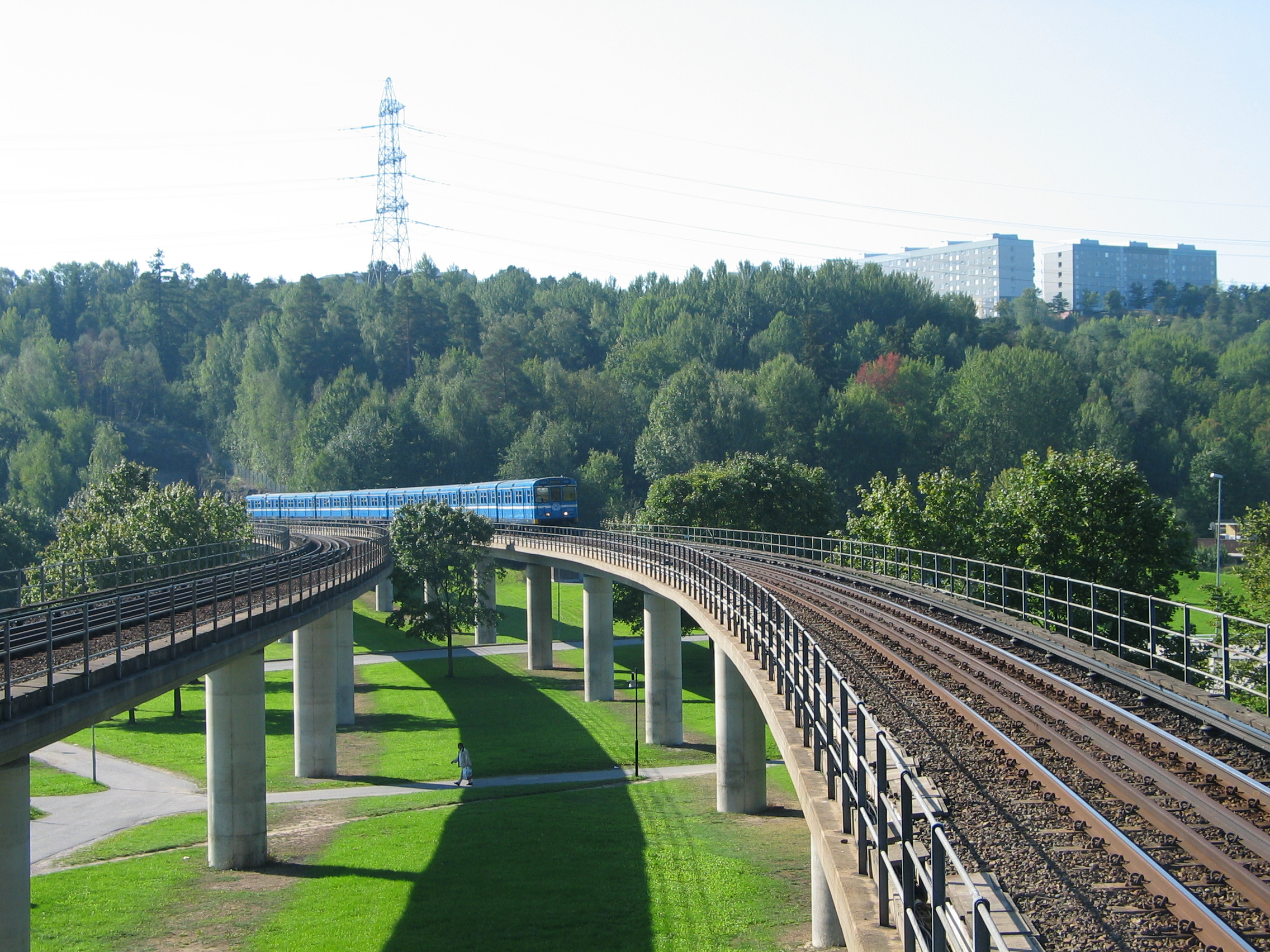
Het viaduct ten zuiden van het station met de hoogbouw van Alby op de achtergrond

Norsborg ·
Hallunda ·
Alby ·
Fittja ·
Masmo ·
Vårby gård ·
Vårberg ·
Skärholmen ·
Sätra ·
Bredäng ·
Mälarhöjden ·
Axelsberg ·
Örnsberg ·
Aspudden ·
Liljeholmen ·
Hornstull ·
Zinkensdamm ·
Mariatorget ·
Slussen ·
Gamla Stan ·
T-Centralen ·
Östermalmstorg ·
Karlaplan ·
Gärdet ·
Ropsten